# Delia Owens
Delia Owens, născută Cordelia Dykes, (n. 4 aprilie 1949, Georgia, SUA) este o scriitoare și zooloagă americană.

## Biografie
Dykes s-a născut pe 4 aprilie 1949 ca fiica lui Maurice Dykes (1918–1975) și Mary Helen (n. Johnson) (1920-2015). A crescut în Thomasville, în sudul Georgiei, împreună cu fratele ei geamăn, Robert Roy („Bobby”), sora ei Helen și fratele ei Lee Hawkins. Familia ei și-a petrecut aproape în fiecare vară în munții din Carolina de Nord. A început să scrie în copilărie și a câștigat o serie de concursuri la școala ei. După ce a absolvit liceul, Dykes a continuat să studieze zoologia la Universitya of Georgia din Atena, absolvind cu o diplomă de licență în științe . Apoi și-a câștigat doctoratul în Animal Behaviour (Comportamentul Animalului) de la University of California, Davis.
În 1971 l-a cunoscut pe zoologul și biologul Mark Owens (n. 1944) la universitate. Cuplul s-a căsătorit în 1972 și a mers pentru prima dată în Oregon pentru a ajuta la planificarea unui parc cu animale sălbatice. În 1974 și-au vândut bunurile și au călătorit în Botswana cu bilete de avion dus, rucsacuri și 6.000 USD pentru a începe un proiect de cercetare în Central Kalahari Game Reserve. Au cumpărat un vehicul de teren și echipament de camping și au pornit spre Kalahari, unul dintre cele mai îndepărtate deșerturi din lume. Nu existau drumuri, nici așezări și doar câteva grupuri San. În cele din urmă, s-au stabilit în Valea Deception River, valea râului Deception care a fost uscată de mii de ani și se află la mai bine de opt ore de cel mai apropiat avanpost al civilizației. Cuplul a petrecut șapte ani acolo, studiind sălbăticia curată și creând cercetări fundamentale despre leul cu coamă neagră din Kalahari și hiena maro. Ei și-au publicat experiențele în cartea lor Cry of the Kalahari și într-o serie de articole în publicații populare și academice.
Din 1986, cuplul a lucrat în Parcul Național North Luangwa și în anii 1990 în Mpika. Ulterior s-au stabilit în Comitatul Boundary, Idaho.
Romanul de debut al Deliei Owen, Where the Crawdads Sing, a stat câteva săptămâni pe lista celor mai bine vândute din New York Times în 2019.

## Cărți
- Cry of the Kalahari (cu Mark Owens), 1984
- The Eye of the Elephant (cu Mark Owens), 1992
- Secrets of the Savanna (cu Mark Owens), 2006
- Where the Crawdads Sing, 2018

## Cărți traduse în limba română
- Acolo unde cântă racii, Editura Pandora M, traducător Bogdan Perdivară, 2020 ISBN 978-606-978-538-6